# Leichtathletik-Weltmeisterschaften 2013/4 × 100 m der Frauen

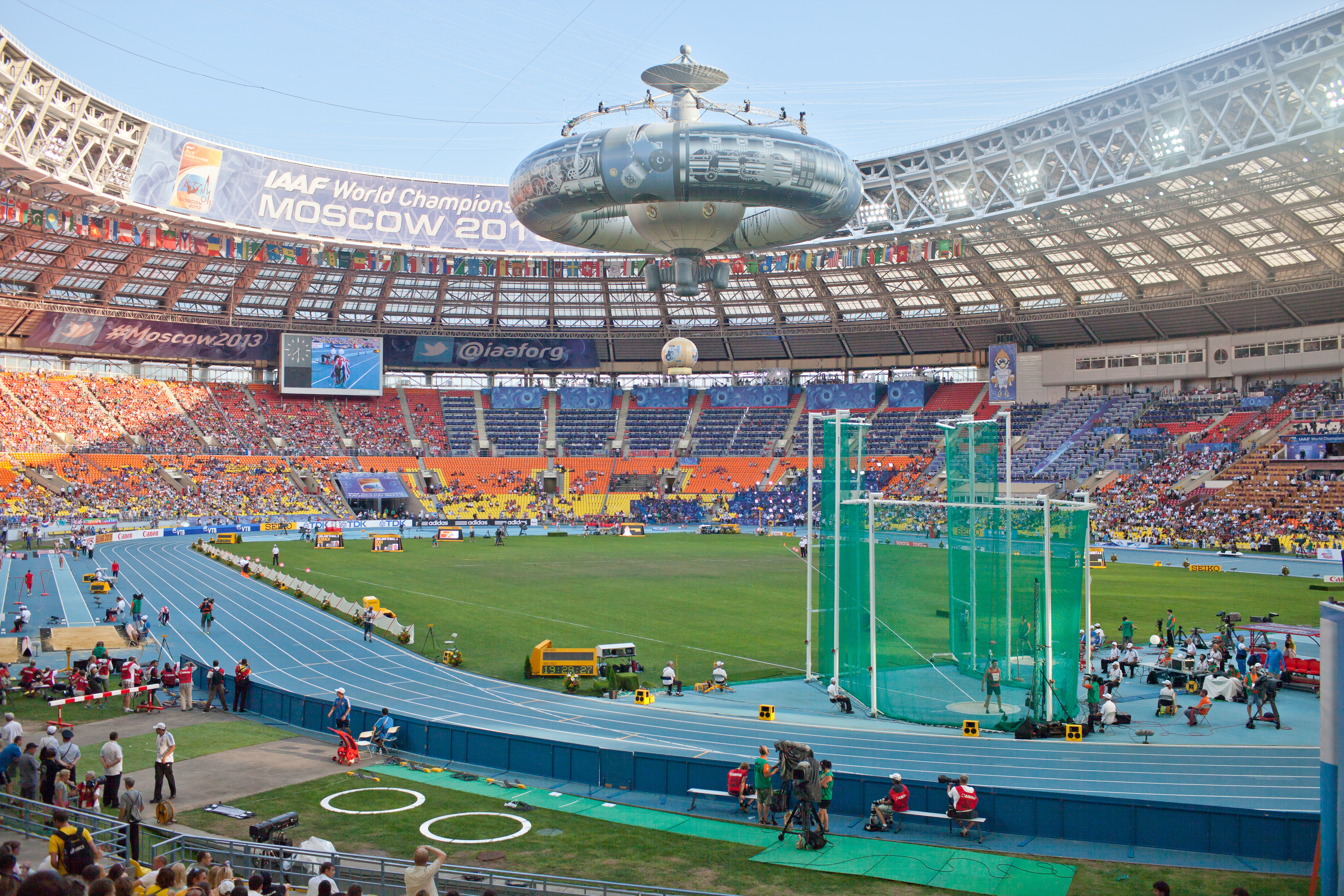
Das Olympiastadion Luschniki während der Weltmeisterschaften

Die 4-mal-100-Meter-Staffel der Frauen bei den Leichtathletik-Weltmeisterschaften 2013 wurde am 18. August 2013 im Olympiastadion Luschniki der russischen Hauptstadt Moskau ausgetragen.
Weltmeister wurde Jamaika in der Besetzung Carrie Russell, Kerron Stewart, Schillonie Calvert und Shelly-Ann Fraser-Pryce (Finale) sowie der im Vorlauf außerdem eingesetzten Sheri-Ann Brooks.
Den zweiten Platz belegten die Vereinigten Staaten mit Jeneba Tarmoh, Alexandria Anderson, English Gardner und Octavious Freeman.
Bronze ging an Großbritannien (Dina Asher-Smith, Ashleigh Nelson, Annabelle Lewis, Hayley Jones).
Auch die nur im Vorlauf in der jamaikanischen Staffel eingesetzte Sheri-Ann Brooks erhielt eine Goldmedaille. Der im Finale durch Jamaika aufgestellte Weltmeisterschaftsrekord stand dagegen nur den tatsächlich laufenden Athletinnen zu.

## Rekorde

### Bestehende Rekorde
| Weltrekord | 40,82 s | USA (Tianna Madison, Allyson Felix, Bianca Knight, Carmelita Jeter) | OS 2012 in London, Großbritannien | 10. August 2012 |
| WM-Rekord  | 41,47 s | USA (Chryste Gaines, Marion Jones, Inger Miller, Gail Devers)       | WM 1997 in Athen, Griechenland    | 9. August 1997  |

### Rekordverbesserung
Die Weltmeisterstaffel aus Jamaika verbesserte den bestehenden WM-Rekord im Finale am 18. August in der Besetzung Carrie Russell, Kerron Stewart, Schillonie Calvert und Shelly-Ann Fraser-Pryce um achtzehn Hundertstelsekunden auf 41,29 s.
Außerdem gab es einen Kontinentalrekord und drei Landesrekorde.
- Kontinentalrekord:
  - 42,29 s (Südamerikarekord) – Brasilien (Evelyn dos Santos, Ana Cláudia Silva, Franciela Krasucki, Rosângela Santos), dritter Vorlauf am 18. August
- Landesrekorde:
  - 43,28 s – Dominikanische Republik (Mariely Sánchez, Fani Chala, Marleni Mejía, Margarita Manzueta), erster Vorlauf am 18. August
  - 42,99 s – Kanada (Crystal Emmanuel, Kimberly Hyacinthe, Shai-Anne Davis, Khamica Bingham), zweiter Vorlauf am 18. August
  - 43,21 s – Schweiz (Mujinga Kambundji, Marisa Lavanchy, Ellen Sprunger, Léa Sprunger), zweiter Vorlauf am 18. August

## Doping
Das Resultat der im Vorlauf ausgeschiedenen Staffel aus der Ukraine wurde annulliert, weil Jelysaweta Bryshina, die mit dem Steroid Drostanolon gedopt hatte, Mitglied des Teams war. Auch Bryshinas Ergebnis über 200 Meter (im Halbfinale ausgeschieden) wurde gestrichen und die Athletin wurde bis Ende August 2015 gesperrt.

## Vorrunde
Die Vorrunde wurde in drei Läufen durchgeführt. Die ersten beiden Staffeln pro Lauf – hellblau unterlegt – sowie die darüber hinaus zweizeitschnellsten Teams – hellgrün unterlegt – qualifizierten sich für das Finale.

### Vorlauf 1
18. August 2013, 16:15 Uhr
| Platz | Staffel                 | Besetzung                                                                   | Zeit (s)                      |
| ----- | ----------------------- | --------------------------------------------------------------------------- | ----------------------------- |
| 1     | Jamaika                 | Carrie Russell Kerron Stewart Schillonie Calvert Sheri-Ann Brooks (Vorlauf) | 41,87                         |
| 2     | Frankreich              | Céline Distel-Bonnet Ayodelé Ikuesan Myriam Soumaré Stella Akakpo           | 42,25                         |
| 3     | Deutschland             | Yasmin Kwadwo Inna Weit Tatjana Pinto Verena Sailer                         | 42,65                         |
| 4     | Niederlande             | Kadene Vassell Dafne Schippers Madiea Ghafoor Jamile Samuel                 | 43,26                         |
| 5     | Dominikanische Republik | Mariely Sánchez Fani Chala Marleni Mejía Margarita Manzueta                 | 43,28 NR                      |
| DSQ   | Nigeria                 | Alphonsus Peace Uko Patience Okon George Stephanie Kalu Regina George       | IAAF Rule 170.7 Wechselfehler |

### Vorlauf 2
18. August 2013, 16:23 Uhr
| Platz | Staffel        | Besetzung                                                                  | Zeit (s)                        |
| ----- | -------------- | -------------------------------------------------------------------------- | ------------------------------- |
| 1     | Großbritannien | Dina Asher-Smith Ashleigh Nelson Annabelle Lewis Hayley Jones              | 42,75                           |
| 2     | Kanada         | Crystal Emmanuel Kimberly Hyacinthe Shai-Anne Davis Khamica Bingham        | 42,99 NR                        |
| 3     | Schweiz        | Mujinga Kambundji Marisa Lavanchy Ellen Sprunger Léa Sprunger              | 43,21 NR                        |
| 4     | Italien        | Audrey Alloh Marzia Caravelli Ilenia Draisci Martina Amidei                | 44,05                           |
| DSQ   | Bahamas        | Sheniqua Ferguson Shaunae Miller Cache Armbrister Debbie Ferguson-McKenzie | IAAF Rule 163.3a Bahnübertreten |
| DOP   | Ukraine        | Olessja Powch Natalija Pohrebnjak Marija Rjemjen Jelysaweta Bryshina       | 43,12                           |

### Vorlauf 3
18. August 2013, 16:31 Uhr
| Platz | Staffel             | Besetzung                                                                         | Zeit (s) |
| ----- | ------------------- | --------------------------------------------------------------------------------- | -------- |
| 1     | USA                 | Jeneba Tarmoh Alexandria Anderson English Gardner Octavious Freeman               | 41,82    |
| 2     | Brasilien           | Evelyn dos Santos Ana Cláudia Silva Franciela Krasucki Rosângela Santos (Vorlauf) | 42,29 SR |
| 3     | Russland            | Olga Belkina Natalja Russakowa Jelisaweta Sawlinis Jelena Bolsun                  | 42,94    |
| 4     | Trinidad und Tobago | Kamaria Durant Michelle-Lee Ahyee Reyare Thomas Kai Selvon                        | 43,01    |
| 5     | Polen               | Marika Popowicz Weronika Wedler Ewelina Ptak Marta Jeschke                        | 43,18    |
| 6     | Kolumbien           | Yomara Hinestroza Alejandra Idrovo Darlenis Obregón Eliecith Palacios             | 43,65    |
| 7     | Volksrepublik China | Tao Yujia Li Meijuan Liang Xiaojing Wei Yongli                                    | 44,22    |

## Finale
18. August 2013, 18:10 Uhr
| Platz | Staffel        | Besetzung | Zeit (s)                      |
| ----- | -------------- | --- | ----------------------------- |
| 1     | Jamaika        | Carrie Russell Kerron Stewart Schillonie Calvert Shelly-Ann Fraser-Pryce (Finale) im Vorlauf außerdem: Sheri-Ann Brooks | 41,29 CR                      |
| 2     | USA            | Jeneba Tarmoh Alexandria Anderson English Gardner Octavious Freeman                                                     | 41,75                         |
| 3     | Großbritannien | Dina Asher-Smith Ashleigh Nelson Annabelle Lewis Hayley Jones                                                           | 42,87                         |
| 4     | Deutschland    | Yasmin Kwadwo Inna Weit Tatjana Pinto Verena Sailer                                                                     | 42,90                         |
| 5     | Russland       | Olga Belkina Natalja Russakowa Jelisaweta Sawlinis Jelena Bolsun                                                        | 42,93                         |
| 6     | Kanada         | Crystal Emmanuel Kimberly Hyacinthe Shai-Anne Davis Khamica Bingham                                                     | 43,28                         |
| DNF   | Brasilien      | Evelyn dos Santos Ana Cláudia Silva Franciela Krasucki Vanda Gomes (Finale) im Vorlauf außerdem: Rosângela Santos       |                               |
| DSQ   | Frankreich     | Céline Distel-Bonnet Ayodelé Ikuesan Myriam Soumaré Stella Akakpo                                                       | IAAF Rule 170.7 Wechselfehler |

## Video
- Women's 4x100m Final, World Athletics Championships Moscow 2013, youtube.com, abgerufen am 3. Februar 2021